# Rhododendronsångare
Rhododendronsångare (Phylloscopus pulcher) är en mycket liten asiatisk fågel i familjen lövsångare inom ordningen tättingar. Den förekommer i bergsskogar i Asien. Beståndet anses vara livskraftigt.

## Utseende och läten
Rhododendronsångaren är en 10 cm lång fågel påminnande om tajgasångare och kungsfågelsångare. Kännetecknande är beigeorange vingband samt gult inslag i ögonbrynsstreck och på undersidan. Den har vidare vitt på yttre stjärtfjädrarna och en liten gulaktig övergump. På huvudet syns ett rätt suddigt hjässband. Lätet är ett kort och vasst "swit". Sången består av en eller flera lockläten följt av en snabb och gäll drill, inte olikt grönsångare.

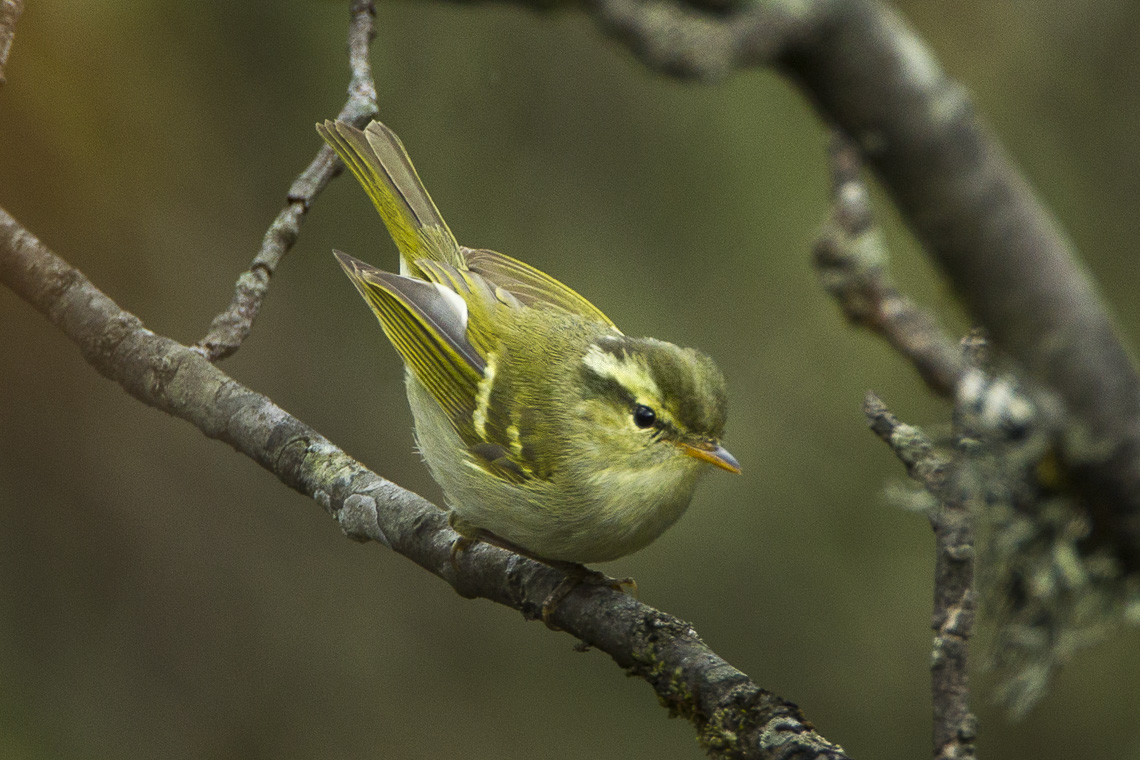
Rhododendronsångare fotograferad i Bhutan.

## Utbredning och systematik
Rhododendronsångare delas in i två underarter med följande utbredning:
- Phylloscopus pulcher kangrae – förekommer i bergsskogar av ek-rhododendron i nordvästra Himalaya
- Phylloscopus pulcher vegetus – förekommer i södra Kina och nordvästra Vietnam
- Phylloscopus pulcher pulcher – förekommer i centrala och östra Himalaya

### Släktskap och släktestillhörighet
Arten placeras vanligen i släktet Phylloscopus, men vissa auktoriteter bryter ut rhododendronsångare med släktingar (bland annat tajgasångare och kungsfågelsångare) till ett eget släkte, Abrornis. Arten står allra närmast gråbröstad sångare (P. maculipennis). Dessa två är systergrupp till en klad med bland annat tajgasångare och kungsfågelsångare.

### Familjetillhörighet
Lövsångarna behandlades tidigare som en del av den stora familjen sångare (Sylviidae). Genetiska studier har dock visat att sångarna inte är varandras närmaste släktingar. Istället är de en del av en klad som även omfattar timalior, lärkor, bulbyler, stjärtmesar och svalor. Idag delas därför Sylviidae upp i ett antal familjer, däribland Phylloscopidae. Lövsångarnas närmaste släktingar är familjerna cettior (Cettiidae), stjärtmesar (Aegithalidae) samt den nyligen urskilda afrikanska familjen hylior (Hyliidae).

## Levnadssätt
Rhododendronsångaren häckar i högbelägna buskmarker och skogsområden mellan 2100 och 4300 meters höjd. Den livnär sig av insekter, men ses även ta nektar från blommande träd och sav från ek. Den häckar mellan april och juli, varefter den söker sig till lägre regioner där den påträffas i lövskog.

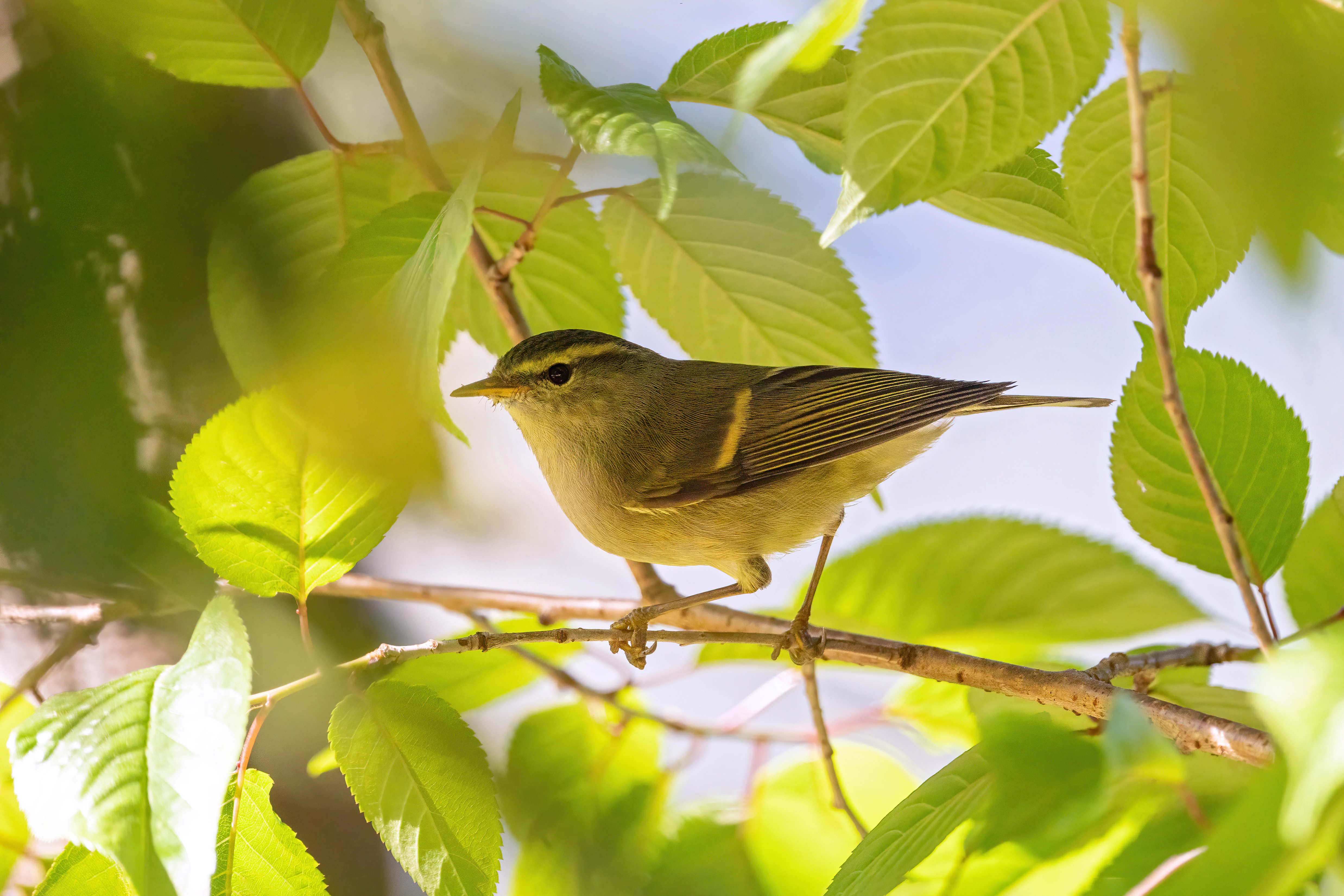
Vintertid rör sig rhododendronsångaren till lägre höjder och påträffas då ofta i lövskog.

## Status och hot
Arten har ett stort utbredningsområde, men tros minska i antal, dock inte tillräckligt kraftigt för att den ska betraktas som hotad. Internationella naturvårdsunionen IUCN listar arten som livskraftig (LC). Världspopulationen har inte uppskattats men den beskrivs som lokalt vanlig.